# Mor Gabriel-klooster
Het Mor Gabriel-klooster (Aramees: ܕܝܪܐ ܕܡܪܝ ܓܒܪܐܝܠ Dayro dMor Gabriyel, Turks: Deyrulumur Manastırı) ook wel genoemd het Qartminklooster is een van de oudste christelijke kloosters in de wereld. Het klooster behoort tot de Syrisch-orthodoxe Kerk van Antiochië en bevindt zich in de Aramese regio Tur Abdin nabij Midyat in de provincie Mardin in het zuidoosten van Turkije.
Het klooster werd in 397 gesticht en is het meest essentiële Syrisch-orthodoxe klooster in Turkije, met ongeveer vijftien zusters en twee monniken die afzonderlijke vleugels van het gebouw bewonen. Het is eveneens een verblijf voor een wisselend aantal lokale arbeiders en gasten. Het is ook de zetel van de metropoliet van Tur Abdin, momenteel is dat Timotheos Samuel Aktaş.
Dit klooster is een werkende gemeenschap met tuinen en boomgaarden. Het hoofddoel van dit klooster is het in leven houden van het Syrisch-orthodox christendom door scholing aan te bieden en het wijden van inheems-geboren monniken. Het heeft eveneens bij gelegenheden fysieke bescherming geboden aan de christelijke bevolking.
Het klooster is open voor bezoekers en het voor leden van de Syrisch-Orthodoxe gemeenschap mogelijk om er te verblijven met toestemming.

## Naamgeving
Het klooster, ook bekend als Umro d-Mor Gabriyel in het Syrisch, heeft door de eeuwen heen verschillende namen gehad.
In de vroege geschiedenis stond het bekend als Umro d-Mor Shmuyel u Mor Shem'un, vernoemd naar de oprichters van het klooster in 397, Sint-Samuel en Sint-Simon. Later werd het aangeduid als Dayro d-Umro, wat "het verblijf van monniken" betekent. De Turkse benaming Deyrulumur is hiervan afgeleid.
In de 5e eeuw kreeg het klooster de naam Umro d-Qartmin, verwijzend naar het nabijgelegen dorp Qartmin. De huidige benaming, Mor Gabriël, is afkomstig van de 7e-eeuwse bisschop Gabriël van Beth Qustan, die nauw verbonden was met het klooster.

## Moderne geschiedenis
Het Mor Gabriël-klooster werd tijdens de Aramese Genocide in 1917 aangevallen door de Koerdische leider Cheikh Chandi. De aanval resulteerde in de dood van de monniken en 70 andere personen. Slechts twee jonge mannen wisten te ontsnappen en vonden hun toevlucht in nabijgelegen dorpen.

## Rechtszaken
Het klooster kreeg vanaf 2008 en 2009 te kampen met vier rechtszaken tegen de Turkse staat en omliggende dorpen. De omliggende dorpen beschuldigden in de eerste zaak het klooster ervan zich onrechtmatig honderden hectaren eikenbos te hebben toegeëigend. De rechter stelde, na lang uitstellen van een uitspraak, het klooster hiervoor in het gelijk. De rechter deed zijn uitspraak in het bijzijn van onder anderen Nederlandse, Duitse en Amerikaanse regeringsvertegenwoordigers.
De tweede rechtszaak werd door de Turkse staat aangespannen tegen het klooster. Ditmaal werd het klooster ervan beschuldigd zich een stuk grond te hebben toegeëigend dat volgens Turkije in werkelijkheid een stuk bos is dat aan de staat toebehoort. De rechter stelde de Turkse staat in deze tweede zaak in 2009 in het gelijk. Het klooster ging na deze uitspraak in hoger beroep. In 2011 wees het Turkse Hooggerechtshof de gronden buiten de kloostermuren toe aan de Turkse staat. Het klooster kon zijn eigendomsrechten namelijk niet bewijzen. De twee overige zaken lopen nog.
De Syrisch-orthodoxe gemeenschap in diaspora reageerde met demonstraties tegen de Turkse staat. Zij waren bang dat het klooster moest sluiten. De rechtszaken werden op de voet gevolgd door de Europese Unie. In Nederland werden in januari 2009 Kamervragen gesteld aan de toenmalige minister van Buitenlandse Zaken Maxime Verhagen. De Nederlandse ambassade was bij diverse zittingen aanwezig. In februari 2011 werden wederom kamervragen gesteld aan de minister van Buitenlandse Zaken Uri Rosenthal, waarbij CDA-Kamerlid Pieter Omtzigt wilde dat Rosenthal bezwaar maakt tegen de dreigende grondonteigening van het klooster.
Op 30 september 2013 kwam de Turkse premier Recep Tayyip Erdoğan met een democratiseringspakket, waarbij onder andere het klooster Mor Gabriel zijn landerijen definitief terug zou krijgen. Het klooster zelf liet op 23 oktober 2013 weten nog niets gemerkt te hebben hiervan.

De functioneel, belangrijkste verblijfplaats van het Klooster Deyrulumur, die de rol van de werkende gemeenschap beklemtoont
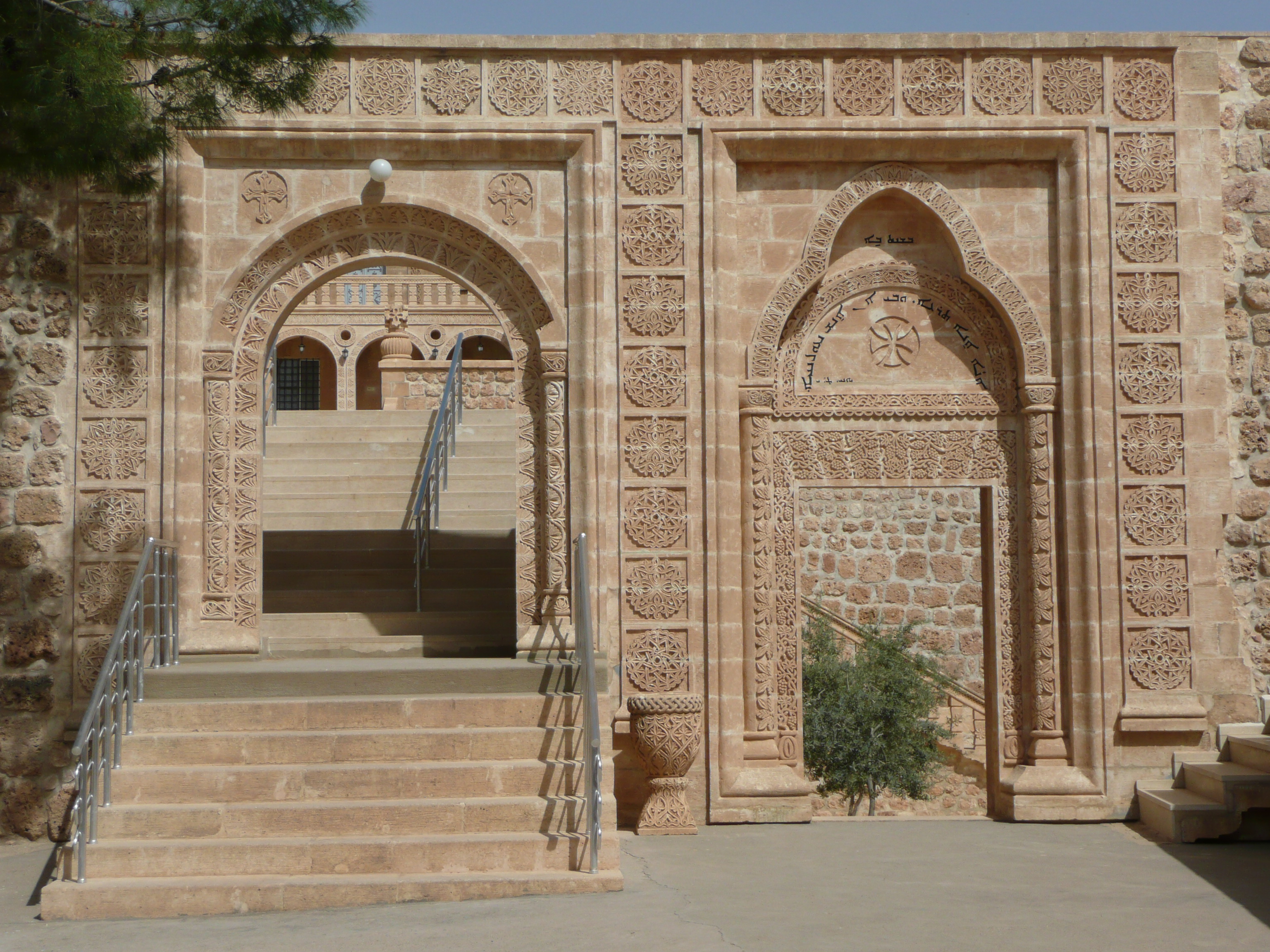
Ingang van het klooster
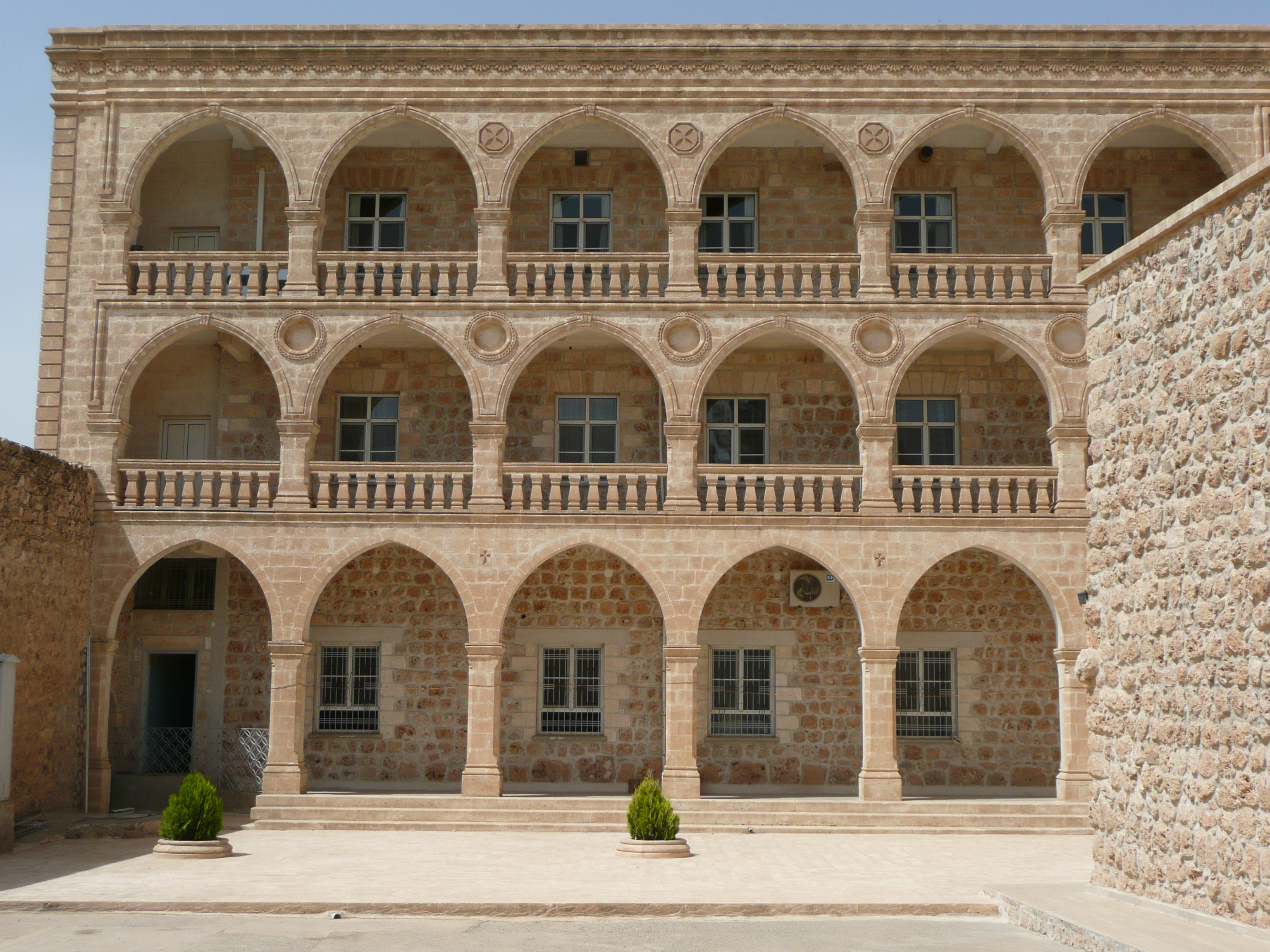
De woonvleugel
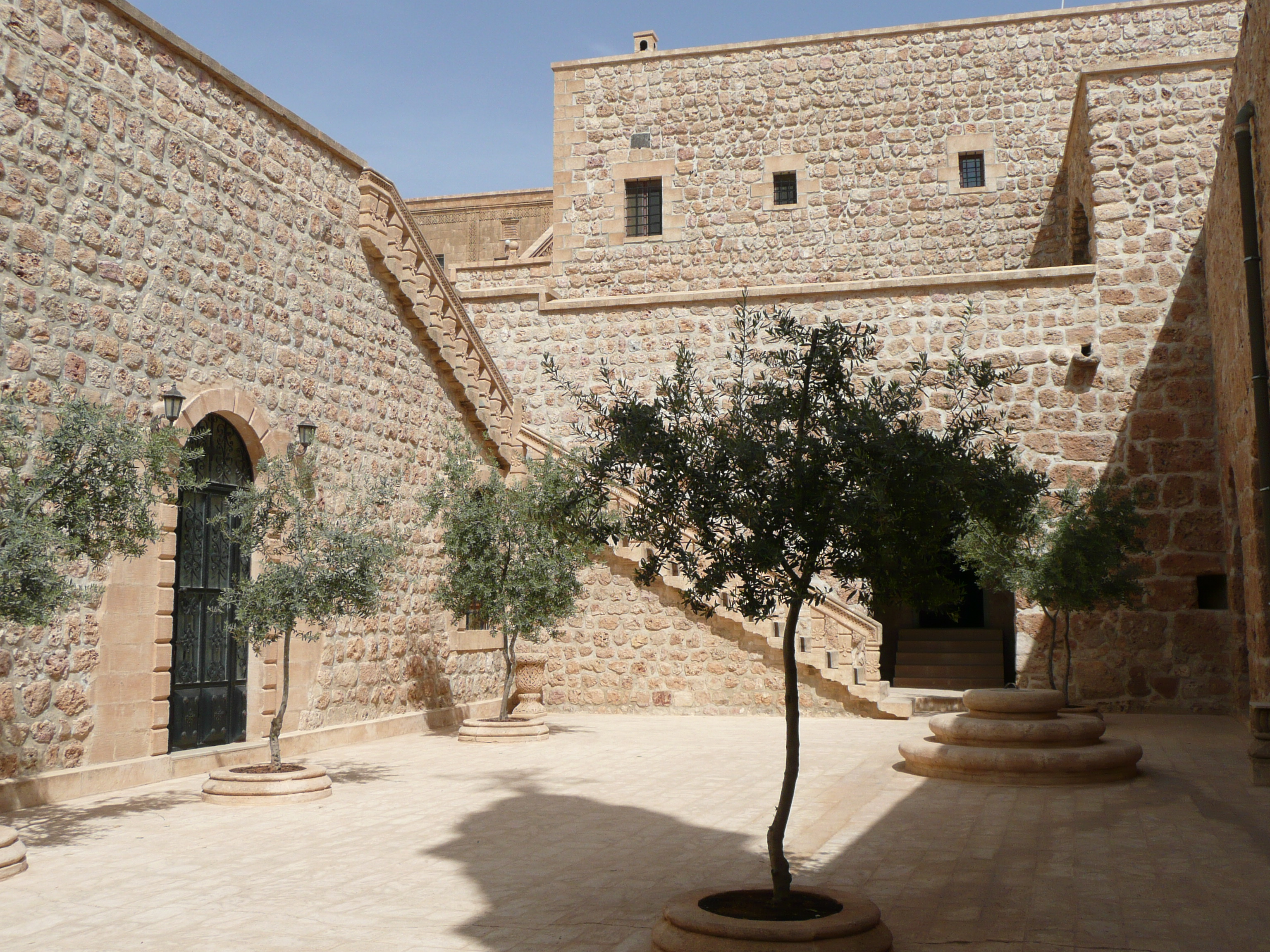
Een binnenhof in het klooster
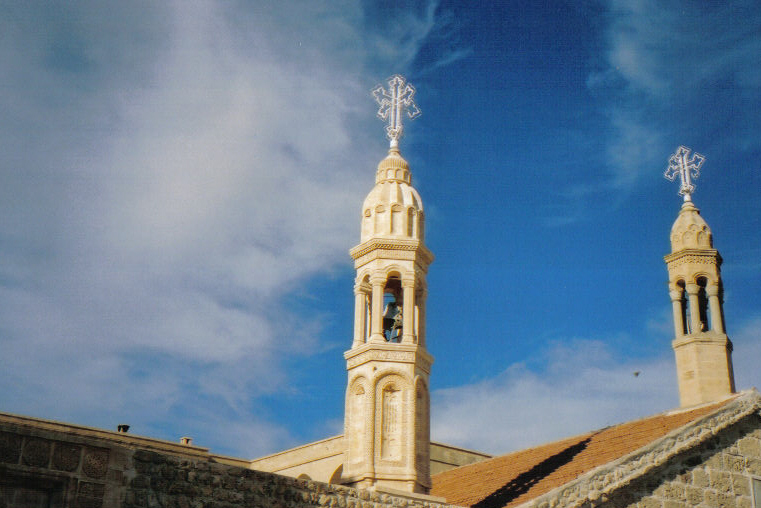
De prominente torens van het Mor Gabriel-klooster